# Жолдинов, Жантас Бахитжанович
Жантас Бахитжанович Жолдинов (каз. Жантас Бақытжанұлы Жолдинов; 29 июня 1976, Домбаровский район, Оренбургская область — 11 августа 1996, Грозный) — стрелок сводного полка Сибирского округа внутренних войск МВД России, рядовой. Герой Российской Федерации.

## Биография
Родился в посёлке Красночабанский Домбаровского района Оренбургской области в семье военного. Казах.
После окончания школы работал разнорабочим в совхозе «Красный чабан», где трудился в том числе на комбайне.
В декабре 1994 года был призван на воинскую службу Домбаровским РВК Оренбургской области. Проходил службу во внутренних войсках в Сибирском округе внутренних войск МВД России. В составе сводного полка участвовал в Первой чеченской войне.
11 августа 1996 года группа прикрытия, в которую входил рядовой Жолдинов, прикрывала коридор для выхода из города мирных жителей. Внезапно группа оказалась атакована превосходящими силами боевиков. В ходе перестрелки Жолдинов лично уничтожил пять боевиков, корректировал огонь товарищей. Двое военнослужащих отряда получили ранения, а затем и Жолдинов получил серьёзное ранение, ему перебило ноги. Однако он продолжал вести огонь. Над отрядом нависла угроза окружения и Жантас Жолдинов добровольно вызвался прикрывать отход товарищей. Истекая кровью, он вёл огонь по противнику пока не кончились боеприпасы, затем отбивался штык-ножом. Боевики расстреляли Жантаса в упор.

## Награды
- Звание Героя Российской Федерации Жантасу Бахитжановичу Жолдинову присвоено указом Президента Российской Федерации № 84 от 26 января 1998 года (посмертно).

## Память
- Приказом МВД России № 67 от 27 января 2003 года навечно зачислен в списки личного состава в/ч 5427 СибО ВВ МВД России.[1]
- В Новосибирске у здания Сибирского регионального управления Внутренних войск РФ Жолдинову установлен памятный знак.[2] Его имя увековечено на Мемориале в честь погибших военнослужащих при исполнении воинского долга.[3]
- Именем Жантаса Жолдинова названа улица в поселке Красночабанский.
- Ежегодно в феврале в поселке проводится турнир по волейболу, посвященный памяти Героя России.
- Школа 5 в Орске носит имя Жантаса Жолдинова[4].